# توري بوي
فرينتوريش " توري " بوي (27 أغسطس 1990 - ق. 2 مايو 2023 ) هي عداءة أمريكية في سباقات المضمار والميدان، والذي تنافس بشكل أساسي في الوثب الطويل، 100 متر، و200 متر.

## الوفاة
في 2 مايو 2023، بعد أن لم تُشاهد بوي أو يُسمع عنها لعدة أيام، أجرت السلطات فحصًا صحيًا في منزلها في مقاطعة أورانج بولاية فلوريدا، حيث عُثر عليها ميتة. كانت تبلغ من العمر 32 عامًا.

## روابط خارجية
توري بوي على موقع الاتحاد الدولي لألعاب القوى (الإنجليزية)
- توري بوي على موقع الاتحاد الأمريكي لسباقات المضمار والميدان (الإنجليزية)
- توري بوي على موقع الاتحاد الأمريكي لسباقات المضمار والميدان (الإنجليزية)
- توري بوي على موقع الدوري الماسي (الإنجليزية)
- توري بوي على موقع TFRRS.org (الإنجليزية)
- توري بوي على موقع اللجنة الأولمبية الدولية (الإنجليزية)
- توري بوي على موقع أوليمبيديا (الإنجليزية)
- توري بوي على موقع اللجنة الأولمبية والبارالمبية الأمريكية (الإنجليزية)